# شركة التأمين العربية التعاونية
شركة التأمين العربية التعاونية هي شركة مساهمة سعودية، تأسست في الثالث من أبريل عام 2007، برأس مال مئتان مليون ريال سعودي، يتمثل نشاط شركة التأمين العربية التعاونية في تقديم أنشطة التأمين التعاوني بما في ذلك التأمين على المركبات، والتأمين على الحوادث العامة، والتأمين الصحي، والتأمين على الممتلكات بالإضافة إلى إعادة التأمين.